# 姚培发
姚培发（1921年—1999年），男，浙江余姚人，中国中医内科学家，曾任上海中医学院教授、博士生导师。